# Василь Золотаренко
Василь Нечипорович Золотаре́нко (по нобілітації Злотажевський гербу Тупа Підкова; нар. невідомо, Корсунь — пом. 18 (28) вересня 1663, Борзна) — ніжинський полковник (1655—1656, 1659—1663). Сподвижник, наближена особа Богдана Хмельницького та його зять. В пошуках прихильності хитався між Річчю Посполитою, Швецією і Московським царством.

## Біографія
Василь Золотаренко походив з козацького роду з Корсуня. Ніжинський полковий осавул (1652—1655). Разом із братом — наказним гетьманом Іваном Золотаренком — брав участь у московсько-польській війні (1654—1667), відзначився при облозі Смоленська.
Після смерті брата у 1655 році тимчасово виконував обов'язки ніжинського полковника (1655—1656). Титулувався як «полковник Ніжинський і всього Сівера». У 1658 році підтримав гетьмана Івана Виговського. У числі іншої старшини був нобілітований у травні 1659 року на сеймі:
|  | Uważaiąc dzieła rycerskie Wasila Złotarenka, rycerza z woyska Zaporoskiego, na instancyą Wielmożnego Hetmana tychże woysk Zaporoskich, do kłeynotu szlachectwa Polskiego przypuszczamy, y iuż od tego czasu Złotarzewskim zwać się będzie, y przywiley na to onemu wydany authoritate Seymu teraźnieyszego stwierdzamy. |

На початку 1659 року виступив проти Виговського, перейшов на бік Юрія Хмельницького й присягнув на вірність московському цареві. Підписав нові Переяславські статті, укладені 17 жовтня 1659 року, що суттєво звужували козацьку автономію України у складі Московської держави. Наказний полковник Чауський (1661). Протягом 1661—1663 років був одним із претендентів на гетьманство в Лівобережній Україні, з протопопом Максимом Филимоновичем вів інтриги проти наказного гетьмана Якима Сомка, писав на нього доноси в Москву. Після «Чорної ради» у 1663 в Ніжині, на якій гетьманом обрали Івана Брюховецького, був заарештований разом з колишнім гетьманом Якимом Сомком. Йому висунули звинувачення у тому, що він підтримував відносини з гетьманом Павлом Тетерею і мав намір силою стати гетьманом.
18 вересня 1663 Василь Золотаренко був страчений у Борзні разом з Якимом Сомком, полковниками: чернігівським — Оникієм Силичем, переяславським — Опанасом Щуровським, ніжинським осавулом Павлом Килдієм.

## Родина та особисте життя
- Мав старшого брата Івана Золотаренка, полковника та наказного гетьмана, який, отримавши смертельне поранення, помер 1655 року.
- Зять гетьмана Богдана Хмельницького. Сестра братів Золотаренків Ганна була третьою дружиною Богдана Хмельницького.
- Перша дружина — незнана на ім'я.
- Друга дружина (одружились до 1660 р.) — Тетяна Іванівна (нар. до 1630 — пом. після 1671), донька чернігівського полковника Івана Аврамовича (Вибільського, Поповича). В 1667 вдруге вийшла заміж за переяславського полковника Родіона Дмитрашка-Райчу (була його другою дружиною).

## У мистецтві
- Роман «Чорна рада. Хроніка 1663 року», Пантелеймон Куліш.[4]

## Рекомендована література
Статті
- Востоковъ А.[ru]. Козелецкая рада 1662 г. // Кіевская старина. — 1887. — Вип. 2. — С. 269—284.
- Востоковъ А.[ru]. Нѣжинская рада 1663 г. // Кіевская старина. — 1888. — Вип. 5. — С. 125—139.
- Морозов О. Брати Золотаренки (нарис другий: Василь Золотаренко) // Сіверянський літопис. — 1995. — Вип. 6. — С. 28—32.
- Морозов О. Ніжинські полковники брати Золотаренки (історико-біографічний нарис) // Ніжинська старовина: Науковий історико-культурологічний збірник. — 2005. — Вип. 1(4). — С. 44—60.
- Степенькін С.Ю. Ніжинський полковник Василь Золотаренко // Сіверщина в історії України: Зб. наук. пр.. — 2017. — Вип. 10. — С. 117—119.

Енциклопедії
- Горобець В. М. Чорна рада 1663 // Енциклопедія історії України : у 10 т. / редкол.: В. А. Смолій (голова) та ін. ; Інститут історії України НАН України. — К. : Наукова думка, 2013. — Т. 10 : Т — Я. — С. 555—556. — ISBN 978-966-00-1359-9.
- Золотаренко Василь // Енциклопедія українознавства : Словникова частина : [в 11 т.] / Наукове товариство імені Шевченка ; гол. ред. проф., д-р Володимир Кубійович. — Париж — Нью-Йорк : Молоде життя, 1959. — Кн. 2, [т. 3] : Зернове господарство — Кропивницький. — С. 841. — ISBN 5-7707-4049-3.

| українська персоналія | Це незавершена стаття про особу, що має стосунок до України. Ви можете допомогти проєкту, виправивши або дописавши її. |